# Élodie Nouhen
Elodie Nouhen, (née en 1970) est une autrice, graphiste et illustratrice française, notamment en littérature jeunesse.

## Biographie
Elle est née à Clermont-Ferrand le 21 juillet 1970. Elle a suivi une formation à l'École supérieure d’arts graphiques de Penninghen. Elle devient graphiste, illustratrice dans l'édition jeunesse. Elle illustre et créé de nombreux ouvrages, ainsi que des jeux graphiques. Elle intervient également dans les écoles. Elle réside actuellement à Montreuil.

## Œuvres
Elle a participé à de nombreuses œuvres,,, dont :

### Auteure et illustratrice
- Deux petites étoiles, ETEX-le Toucan 1993
- Le petit gardien de phare, Circonflexe , 1998
- Au feu les pompiers !, Didier jeunesse, Pirouette, 2003
- Voyages, Gautier-Languereau, Enfance est poésie, 2004

### Seulement illustratrice
- La grenouille à grande bouche, Texte de Francine Vidal, Didier jeunesse, 2001
- Comptines et berceuses du baobab, Texte de Chantal Grosléziat, Didier jeunesse, 2002
- Les deux vies de Taro, Texte de Jean-Pierre Kerloc’h, Didier jeunesse, 2003
- Dans mon jardin, Texte de Jeanne Estival, Bilboquet, 2003
- Mon miel, ma douceur, Texte de Michel Piquemal, Didier jeunesse, 2004
- La promesse aux étoiles, Philippe Lechermeier, Gautier-Languereau 2004
- Un flocon d’amour, Texte de Thomas Scotto, Actes Sud junior, 2005 (réédition 2013 dans la collection Encore une fois)
- Avalanche le terrible, Texte de Taï-Marc Le Thanh, Gautier Languereau, 2005
- L'odyssée d'Avalanche / Tai͏̈-Marc Le Thanh, Élodie Nouhen / [Paris] : Gautier-Languereau , DL 2006
- Monsieur Satie, l’homme qui avait un petit piano dans la tête, Texte de Carl Norac, lu par François Morel, Didier Jeunesse, 2006
- Le manteau rouge, Texte de Philippe Lechermeier, Gautier-Languereau, 2007
- La tour de Babel, [texte de] Francine Vidal / Paris Didier jeunesse DL 2007 18-Saint-Amand-Montrond Impr. Clerc
- Thésée / adaptation de Christine Palluy, Milan jeunesse , DL 2007
- Mon papa migrateur, Texte Thomas Scotto, Editions Sarbacane, 2008
- Cupidon et psyché, Texte de Christine Palluy, Milan, 2008
- La nuit de Léon, Texte de Yannick Jaulin, Didier jeunesse, 2009
- Comptines et berceuses corses, Texte de Nathalie Soussana, Didier jeunesse, 2011
- Les plus belles berceuses classiques, Didier jeunesse, 2013
- Maman loup, Géraldine Elschner, Canopé, éditions l'Élan vert, 2016
- La Guernouille à la grand goule, version en gallo, avec Francine Vidal, Le Temps Banissou, 2019

## Distinctions
- Prix Sorcières 2003, catégorie tout-petits pour Comptines et berceuses du baobab, avec Chantal Grosléziat, Paul Mindy, Didier Jeunesse
- Prix de l'ADAMI et Prix de l'Académie Charles-Cros 2006 pour le livre-disque Monsieur Satie, l'homme qui avait un petit piano dans la tête : fantaisie pour comédien et pianiste, texte Carl Norac